# Clathrina alcatraziensis
Clathrina alcatraziensis är en svampdjursart som beskrevs av Lanna, Rossi, Cavalcanti, Hajdu och Klautau 2007. Clathrina alcatraziensis ingår i släktet Clathrina och familjen Clathrinidae. Inga underarter finns listade i Catalogue of Life.